# Massacre d'Aramoana

Le massacre d'Aramoana est un fait divers survenu les 13 et 14 novembre 1990 dans le village côtier d'Aramoana en Nouvelle-Zélande. Un des citoyens de cette communauté, David Gray (20 novembre 1956 - 14 novembre 1990), un chômeur collectionneur d'armes, tua 13 personnes, avant d'être abattu par les forces de police.

## Chronologie des faits
L'incident commença par une altercation de Gray avec son voisin Holden, qui lui reprochait d'avoir eu des propos durs envers sa fille. La confrontation entre les deux hommes s'envenima, Gray retourna chez lui prendre un fusil, et tira sur Holden. Tout de suite après, il pénétra dans la propriété des Holden, et croisa la fille, Chiquita, qu'il blessa d'un projectile. Celle-ci se sauva dans la maison d'une amie, Julie Ann Bryson, découvrant, sur le chemin, le corps de son père gisant sur le ventre. Bryson téléphona aux autorités, puis, réalisant que sa fille Rewa et la sœur de Chiquita, Jasmine, étaient restées dans la maison des Holden, elle prit avec Chiquita sa fourgonnette pour tenter de les sauver. Gray tira sur la fourgonnette quand il la vit arriver, ce qui provoqua son embrasement.
Dès lors, Gray se mit à tirer aléatoirement, tuant en premier Vanessa Percy qui descendait terrorisée la rue en courant, puis deux jeunes garçons, Lion Wilson et Dion Percy. Leur sœur Stacey fut gravement atteinte à l'abdomen. Ross Percy (le père des trois enfants, qui les raccompagnait en voiture chez eux, avant de s'arrêter pour savoir d'où venait le premier coup de feu) et Alec Tali furent tués ensuite. Gray entra ensuite dans la maison de Tim Jamieson et le tua, lui et un autre habitant, Vic Crimp. Les victimes suivantes furent Jim Dickson et Chris Cole, qui moururent plus tard à l'hôpital.
La police de port Chalmers arriva peu après. Le sergent Stewart Guthrie localisa le forcené et fit un tir de sommation. Gray cria « Ne tirez pas ! », laissant croire au sergent qu'il coopérait. Cependant, Gray ouvrit brusquement le feu, et tua instantanément Guthrie d'une balle dans la tête.
Quelques minutes plus tard, une brigade d'intervention spéciale, l'Armed Offenders Squad, débarqua (suivie peu après du Special Tactics Group, brigade anti-terroriste), et boucla le village (les agents de police néo-zélandais ne portent généralement pas d'armes à feu) ; la situation était particulièrement dangereuse puisque le fusil de Gray (un Norinco .223 AK derivative) était muni d'une lunette de visée, qui autorisait une bonne précision sur une longue portée. Dans les premières heures du 14 novembre, la brigade anti-terroriste commença à entrer dans Aramoana, en cherchant dans les maisons.
Gray fut finalement localisé : il était entré dans une maison et avait succombé à la fatigue pendant la nuit. Des gaz lacrymogènes furent jetés dans cette maison et Gray en sortit en courant, le pistolet en action, en hurlant « Tuez-moi, tuez-moi, bande de bâtards ! ». La police répondit aux coups de feu et atteignit Gray par cinq fois, touchant la tête et la poitrine, ce qui le tua presque sur le coup.
Les corps carbonisés de Rewa Bryson et Jasmine Holden furent trouvés dans ce qui restait de la maison des Holden. Gray a fait 13 victimes, laissant la communauté d'Aramoana dévastée.
En raison de la gravité de l'évènement et des difficultés importantes rencontrées par la police pour gérer la situation, un plan d'urgence impliquant l'usage du Special Air Service of New Zealand, une unité de commandos, fut établi par les dirigeants de l'opération, au point de mettre ce régiment en état d'alerte. Les lois néo-zélandaises interdisent toute intervention de l'armée sans autorisation expresse du premier ministre (qui doit par la suite s'en référer au Parlement au plus vite). La police fut capable de résoudre la situation sans que ce type de déploiement devienne nécessaire. Le massacre d'Aramoana est le seul cas dans l'histoire de la Nouvelle-Zélande où le Special Air Service of New Zealand fut placé en état d'alerte pour éventuellement répondre à un problème intérieur.

## Les causes
Les états mental et physique de David Gray avaient empiré quelques mois avant le massacre. Rétrospectivement, il est probable qu'il ait été atteint de schizophrénie. Il y avait certains signes de son progressif déclin mental : il avait en effet perdu ses quelques amis en leur infligeant des accusations paranoïaques, et prenait de moins en moins soin de son apparence.

## Conséquences
Le massacre d'Aramoana est notable pour le nombre d'enfants, de femmes et personnes âgées tuées. Des 13 victimes, 3 étaient des femmes, 2 des enfants, et 2 avaient un âge supérieur à 60 ans. De plus, les deux survivantes furent deux jeunes filles.
Trois jours après l'incident, la maison de Gray située au 27 Muri Street fut incendiée par des inconnus, et le feu se propagea même sur toute la surface de la propriété.
De cet incident, il résulta indirectement en 1992 un amendement sur le port d'armes en Nouvelle-Zélande, qui portait essentiellement sur un contrôle plus poussé des armes dans le pays. La plupart des officiers impliqués dans l'affaire reçurent un Gallantry Awards (en). Quant au sergent Guthrie, il fut décoré à titre posthume de la George Cross. Un mémorial des victimes fut érigé dans le village.

## Cinéma
- Les événements donnèrent lieu à un film Out of the Blue (en) en 2006.
- Ils sont également mentionnés dans l'épisode 7 de la septième saison des Experts : Manhattan, en 2010.